# Aeroportul Internațional Akron Fulton
Aeroportul Internațional Akron Fulton (IATA: AKC, ICAO: KAKR, FAA LID: AKR) este un aeroport din Ohio, Statele Unite ale Americii ce deservește zona Akron. Aeroportul a fost tranzitat în 2019 de 24 de pasageri. A fost numit după zona deservită.
Situat la o altitudine de 325 m, aeroportul dispune de 2 piste.

## Infrastructură

### Piste
Aeroportul dispune de 2 piste. Pista 01/19 are suprafața de asfalt și dimensiunile 2.337 picioare × 100 picioare. Pista 07/25 are suprafața de asfalt și dimensiunile 6.336 picioare × 150 picioare. 